# Oscar Lloyd
Oscar Lloyd (* 1997 in Seaford, East Sussex) ist ein britischer Schauspieler.

## Leben
Lloyds schauspielerischer Werdegang begann im Jahr 2008 mit dem Film Hancock and Joan.
Am bekanntesten ist er heute für seine Rollen als Will Wylde in der Kultserie Emmerdale, die er von 2009 bis 2011 spielte, und als Ryan in der vom CBBC produzierten Kinderserie 4 O'Clock Club (2012–2014).
Im Jahr 2011 war er in den Folgen „The Curse of the Black Spot“ und „A Good Man Goes To War“ der Serie Doctor Who als Toby Avery zu sehen.
In der hochkarätig besetzten Comedyserie Blandings spielte er zwei Jahre nach seinen Auftritten in Doctor Who die Rolle des George.
Lloyd arbeitete bereits mit bekannten Darstellern wie Timothy Spall, Matt Smith, Hugh Bonneville, Jennifer Saunders, Mark Williams und David Walliams zusammen.

## Filmografie
| Jahr      | Serie                                              | Rolle         |
| --------- | -------------------------------------------------- | ------------- |
| 2008      | Hancock and Joan (TV-Film)                         | David         |
| 2008–2009 | Oscar and Michael’s Phineas and Ferb Fan Club Show | (Sich selbst) |
| 2009      | Lark Rise to Candleford (Staffel 2, Folge 12)      | Sydney        |
| 2009–2011 | Emmerdale                                          | Will Wylde    |
| 2011      | Doctor Who (Staffel 6, Folgen 3 und 7)             | Toby Avery    |
| 2011      | Doctors (Staffel 13, Folge 95)                     | Andy Ebden    |
| 2012–2014 | 4 O'Clock Club                                     | Ryan          |
| 2012      | One Night                                          | Gabriel       |
| 2013      | Blandings                                          | George        |